# بول مكشين

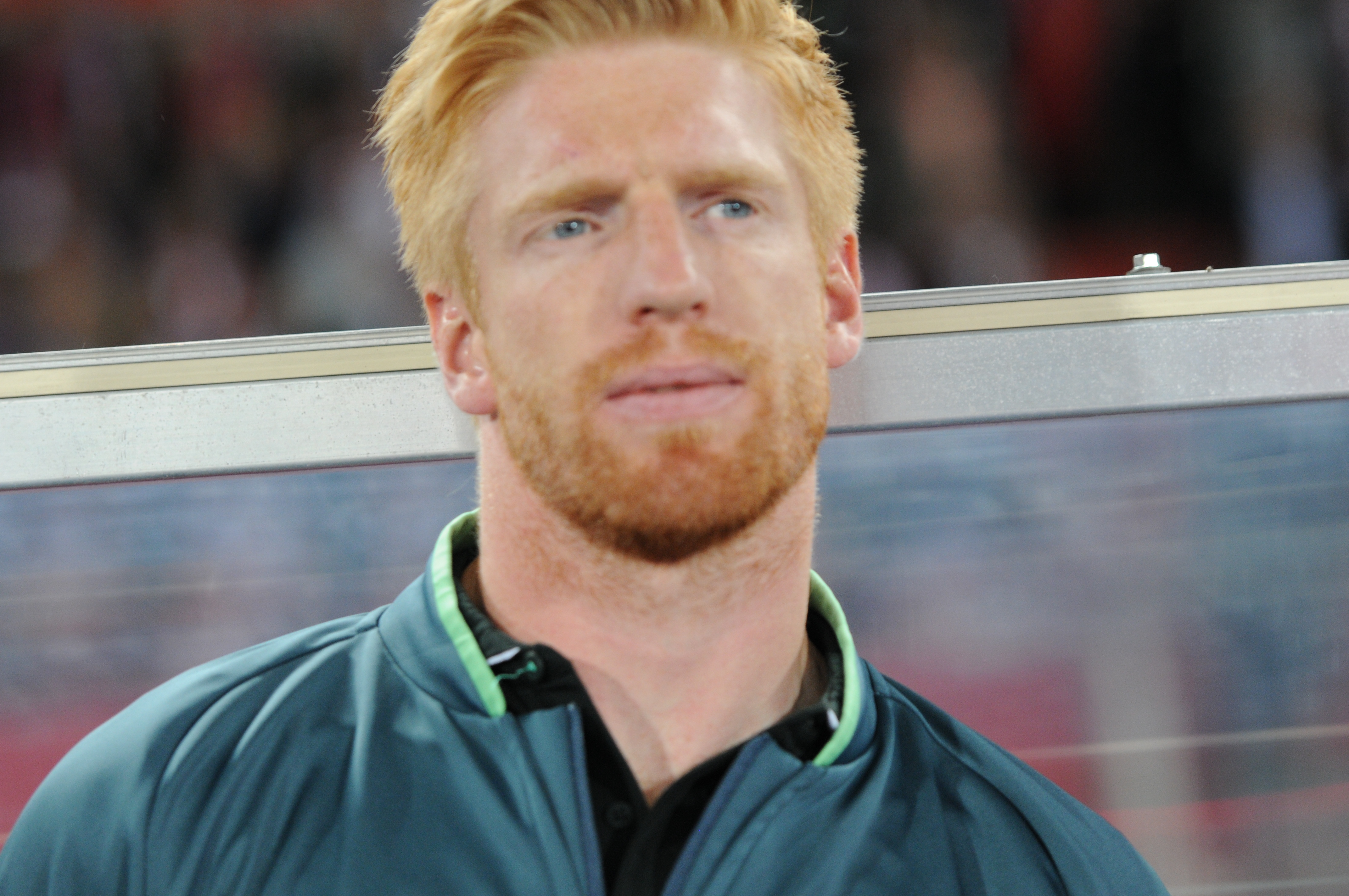

بول مكشين (بالإنجليزية: Paul McShane)‏ (مواليد 6 يناير 1986 في كيلبدار - جمهورية أيرلندا) لاعب كرة قدم أيرلندي يلعب حاليا لصالح نادي الدرجة الممتازة هال سيتي الإنجليزي منذ 2008 في مركز قلب الدفاع .

## مسيرته الكروية
لعب بول مكشين خلال مسيرته الاحترافية مع 10 أندية في عشرون موسمًا وسجل خلالها 15 هدفًا ضمن 350 مباراة. ولم يفز بأي موسم بالكأس أو بالدوري.
خاض بول مكشين مسيرته مع نادي والسول في موسم 2004–05 لمدة موسم واحد، مشاركًا في 4 مباريات سجل خلالها هدفًا واحدًا. ثم انتقل إلى نادي برايتون أند هوف ألبيون في موسم 2005–06 لمدة موسم واحد، حيث شارك في 38 مباراة سجل خلالها 4 أهداف. لينتقل بعدها إلى نادي وست بروميتش ألبيون في موسم 2006–07 لمدة موسم واحد، مشاركًا في 32 مباراة سجل خلالها هدفين. ثم انتقل إلى نادي سندرلاند في موسم 2007–08 ولمدة موسمين، مشاركًا في 24 مباراة ولم يسجل أي هدف. هذا وانتقل لاحقًا إلى نادي هال سيتي في موسم 2009–10 في المرة الأولى ليلعب معه ستة مواسم ثم في موسم 2012–13 واستمر معه طيلة ثلاثة مواسم، مشاركًا طوالها في 119 مباراة سجل خلالها 4 أهداف. ثم انتقل بعدها إلى نادي بارنسلي في موسم 2010–11 لمدة موسم واحد، مشاركًا في 10 مباريات سجل خلالها هدفًا واحدًا. ليعود وينتقل من جديد، لكن هذه المرة إلى نادي كريستال بالاس في موسم 2011–12 لمدة موسم واحد، مشاركًا في 11 مباراة ولم يسجل أي هدف. لينتقل بعدها إلى نادي ريدنغ في موسم 2015–16 ليلعب معه أربعة مواسم، مشاركًا في 96 مباراة سجل خلالها 3 أهداف. ثم لعب في نادي روتشديل في موسم 2019–20 لمدة موسم واحد، مشاركًا في 16 مباراة ولم يسجل أي هدف.

## روابط خارجية
- بول مكشين على موقع الاتحاد الدولي (مؤرشف)  (الإنجليزية)
- بول مكشين على موقع الاتحاد الأوربي (الإنجليزية)
- بول مكشين على موقع قاعدة بيانات كرة القدم.إي يو (الإنجليزية)
- بول مكشين على موقع ليكيب (الفرنسية)
- بول مكشين على موقع ناشيونال فوتبول تيمز (الإنجليزية)
- بول مكشين على موقع Soccerbase.com (لاعب) (الإنجليزية)
- بول مكشين على موقع Soccerway.com (الإنجليزية)
- بول مكشين على موقع عالم كرة القدم.نت (الإنجليزية)
- بول مكشين على موقع كووورة
- بول مكشين على موقع AS.com (الإسبانية)